# Deíon
Deíon (en grec antic: Δηίων) o Deioneu (Δηιονεύς), segons la mitologia grega, va ser un rei de la Fòcida, fill d'Èol i d'Enàrete. Es va casar amb Diomede i se li atribueixen diversos fills, entre ells Cèfal, Àctor, Fílac, i Filonis, potser amb una altra parella.
Una filla seva, Dia, o Asteròdia, es va casar amb Ixíon i Deioneu li va reclamar els presents que per costum es donaven a les noces. Ixíon, pèrfidament, s'hi va negar, i el va precipitar a una fossa plena de carbó encès on va morir.